# بريتاني هوارد
بريتاني هوارد (بالإنجليزية: Brittany Howard)‏ هي مغنية أمريكية، ولدت في 2 أكتوبر 1988 في آثنز في الولايات المتحدة.

## وصلات خارجية
- بريتاني هوارد على موقع IMDb (الإنجليزية)
- بريتاني هوارد على موقع ميتاكريتيك (الإنجليزية)
- بريتاني هوارد على موقع الموسوعة البريطانية (الإنجليزية)
- بريتاني هوارد على موقع روتن توميتوز (الإنجليزية)
- بريتاني هوارد على موقع ميوزك برينز (الإنجليزية)
- بريتاني هوارد على موقع رولينغ ستون (الإنجليزية)
- بريتاني هوارد على موقع تيرنر كلاسيك موفيز (الإنجليزية)
- بريتاني هوارد على موقع أول ميوزيك (الإنجليزية)
- بريتاني هوارد على موقع ديسكوغز (الإنجليزية)
- بريتاني هوارد على موقع قاعدة بيانات الفيلم (الإنجليزية)